# OMAS
OMAS es una empresa italiana dedicada a la fabricación de plumas estilográficas, con sede en Bolonia. Fue fundada en 1925 por Armando Simoni, y su nombre es la sigla de «Officina Meccanica Armando Simoni» (en español: 'Taller Mecánico Armando Simoni').
En un principio se trataba de un pequeño taller dedicado a la reparación de estilográficas que consiguió evolucionar rápidamente gracias a la creación de máquinas y equipos necesarios para obtener las molduras y el esmerilado de las puntas de los plumines.
Tras la desaparición del «Cavaliere Simoni», en 1958 su hija Raffaella y su marido Angelo Malaguti heredaron la empresa. En 1983 su nieto, Gianluca Malaguti, entró en la empresa familiar, donde mostró su talento en la búsqueda de la belleza y la armonía del diseño, siguiendo la tradición de la marca boloñesa.
OMAS formó parte del grupo Moët Hennessy Louis Vuitton S. A., y en junio de 2018 se anunció que Ancora, otro fabricante italiano de plumas estilográficas, había adquirido OMAS y que la producción se reanudaría y OMAS seguiría siendo una marca separada, conservando sus modelos clásicos y utilizando los materiales heredados de la empresa anterior.
Entre los modelos más famosos de la marca destacan: Arte Italiana, 360, Bologna, Milord, Paragon y Return to Motherland.